# Well Enough Alone
«Well Enough Alone» es una canción de la banda estadounidense de metal alternativo Chevelle. Fue lanzado el 6 de marzo de 2007 como el primer sencillo de su cuarto álbum de estudio Vena Sera (2007). Según el cantante principal Pete Loeffler, "Well Enough Alone" era una canción inédita que se había grabado antes del lanzamiento de su tercer álbum This Type of Thinking (Could Do Us In) (2004), antes de que fuera perfeccionada para Vena Sera. Este fue el primer sencillo en el que participó su nuevo bajista Dean Bernardini. 
La canción apareció en WWE SmackDown! vs. Raw 2008.

## Video musical
El video musical, dirigido por Brian Scott Weber, intercala imágenes de la banda tocando con tomas de la banda saltando dentro y fuera del agua, lo cual se realizó con la ayuda de efectos especiales.

## Lista de canciones
| N.º | Título                              | Duración |  |
| 1.  | «Well Enough Alone» (radio edit)    | 3:42     |  |
| 2.  | «Well Enough Alone» (versión álbum) | 4:18     |  |

## Posicionamiento en lista
| Lista (2007)                            | Posición |
| --------------------------------------- | -------- |
| Canadá (Canada Rock)                    | 50       |
| Estados Unidos (Alternative Airplay)    | 9        |
| Estados Unidos (Bubbling Under Hot 100) | 19       |
| Estados Unidos (Mainstream Rock)        | 4        |